# Machesney Park
Machesney Park é uma vila localizada no estado americano de Illinois, no Condado de Winnebago.

## Demografia
Segundo o censo americano de 2000, a sua população era de 20.759 habitantes.
Em 2006, foi estimada uma população de 22.423, um aumento de 1664 (8.0%).

## Geografia
De acordo com o United States Census Bureau tem uma área de
32,1 km², dos quais 31,1 km² cobertos por terra e 1,0 km² cobertos por água.

## Localidades na vizinhança
O diagrama seguinte representa as localidades num raio de 16 km ao redor de Machesney Park.